# Beaucourt
Beaucourt é uma comuna francesa na região administrativa de Borgonha-Franco-Condado,Territoire de Belfort, no departamento do Território de Belfort. Estende-se por uma área de 4,95 km². Em 2010 a comuna tinha 5 078 habitantes (densidade: 1 025,9 hab./km²).
|département=Territoire de Belfort